# Фушімі Тошіакі
Фушімі Тошіакі (4 лютого 1976) — японський велогонщик.
Срібний призер Олімпійських Ігор 2004 року в командному спринті.